# حمود الرومي
حمود حمد الصالح الرومي مواليد دولة الكويت (1938)، رئيس مجلس إدارة جمعية الإصلاح الاجتماعي السابق، ونائب سابق في مجلس الامة الكويتي. 

## حياته السياسية
شارك في انتخابات مجلس الأمة الكويتي عام 1981 (كإسلامي مستقل) وفاز بالعضوية عن الدائرة السادسة - الفيحاء - وحصل على (454) صوت وحصل علي المركز الثاني، وفاز بالانتخابات، كما شارك بانتخابات مجلس الامة الكويتي عام 1985 ممثلا عن جماعة الإخوان المسلمين وحصل على (798) صوت وحصل علي المركز الثاني، وفاز بالانتخابات.